# 宝石双反相机
Gemflex  宝石双反相机,  是50年代美军占领时期日本昭和光学精機公司(Showa Optical works)出品的 17.5毫米胶卷相机。
相机的形式和著名的禄来6×6厘米双反相机相似，但体积小许多。
宝石双反相机的机身是用金属铸造而成,坚固异常

## 性能
尺寸： 72x40x42毫米

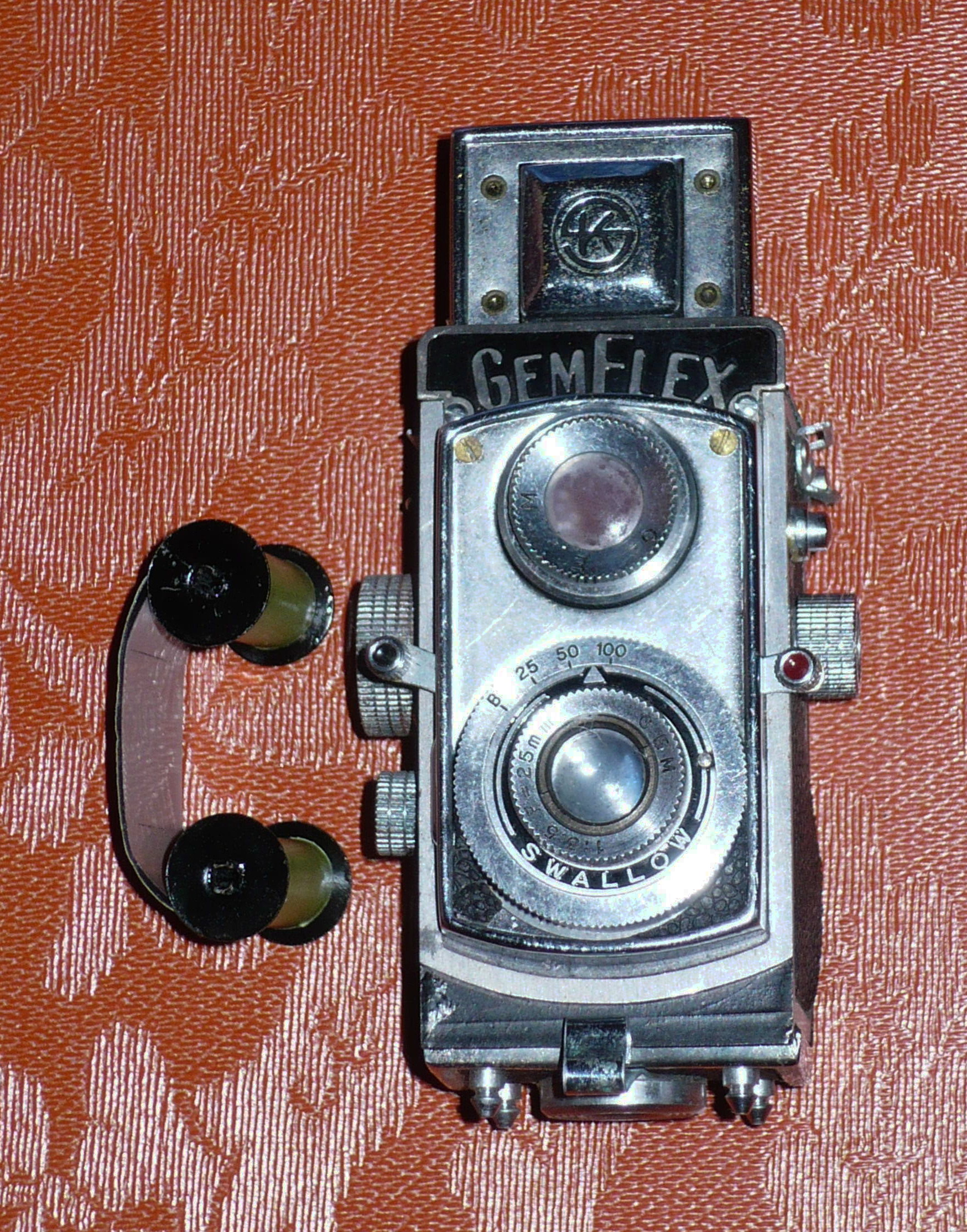
宝石双反相机 Gemflex　twin lens reflex camera

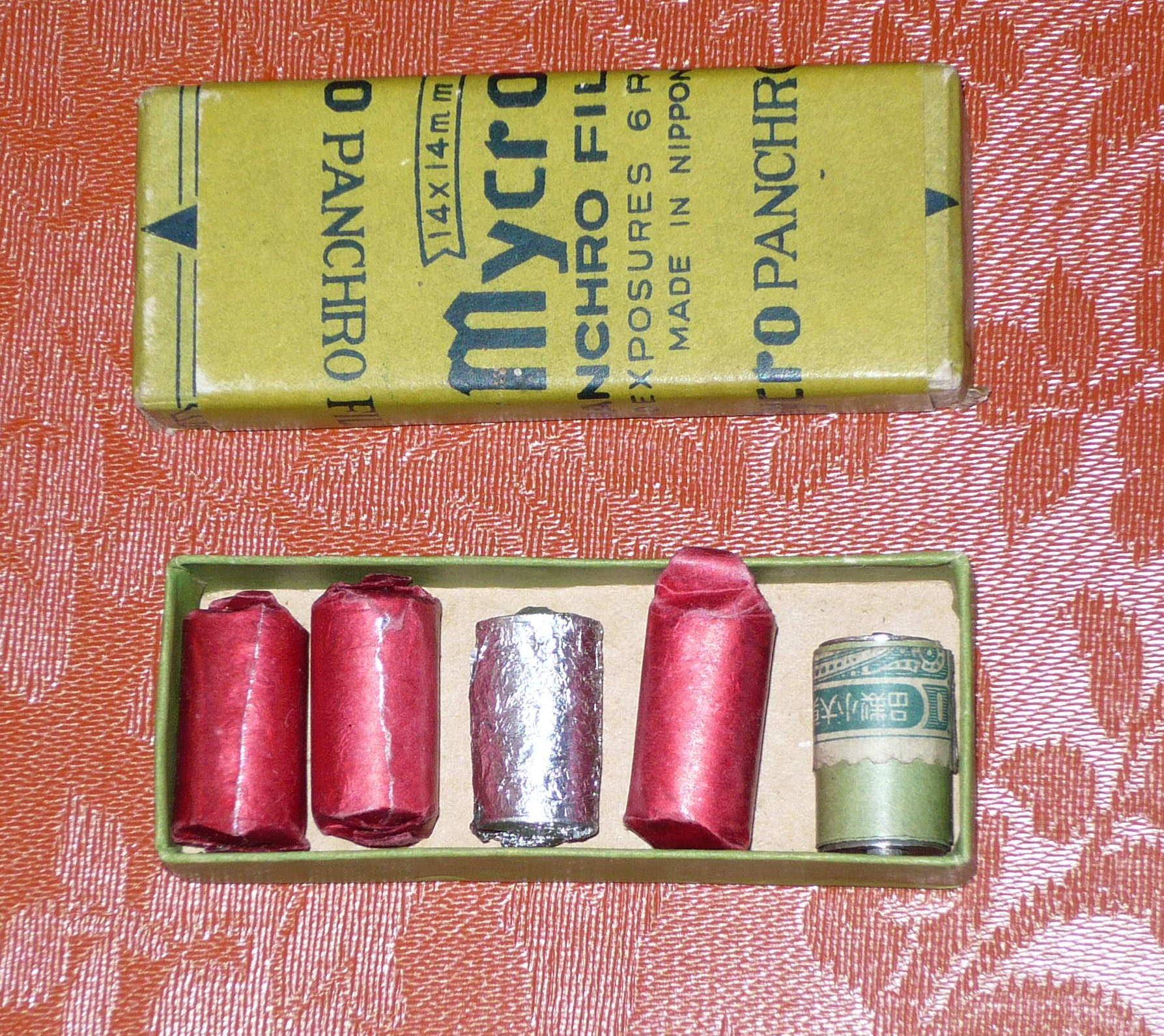
Mycro牌 HIT型全色胶卷

像幅  正方形14x14毫米，每卷胶卷可拍摄10张照片。
摄像镜头 宝石牌镜头  焦距25毫米，光圈 1:3.5，固定镜头，不能改变距离。
取景器：上盖可以弹开，通过14x14毫米的毛玻璃对光。 
取景镜头 GEM，焦距25毫米，光圈 ：f3.5
快门 ： SWALLOW 牌 机械快门，有四档：B,25，50，100
胶卷：HIT 型 17.5 黑纸胶卷，黑纸背面银1至10数码，通过相机后盖的窗口，可见像幅号。
宝石双反相机有三脚架接口。
附件：真皮套

## 宝石牌双方相机的景深

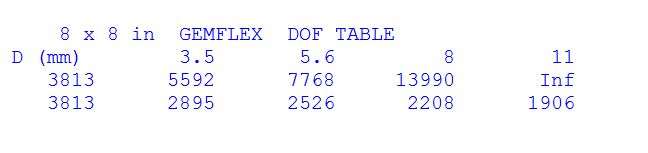
宝石牌双反相机的景深表

## 图集

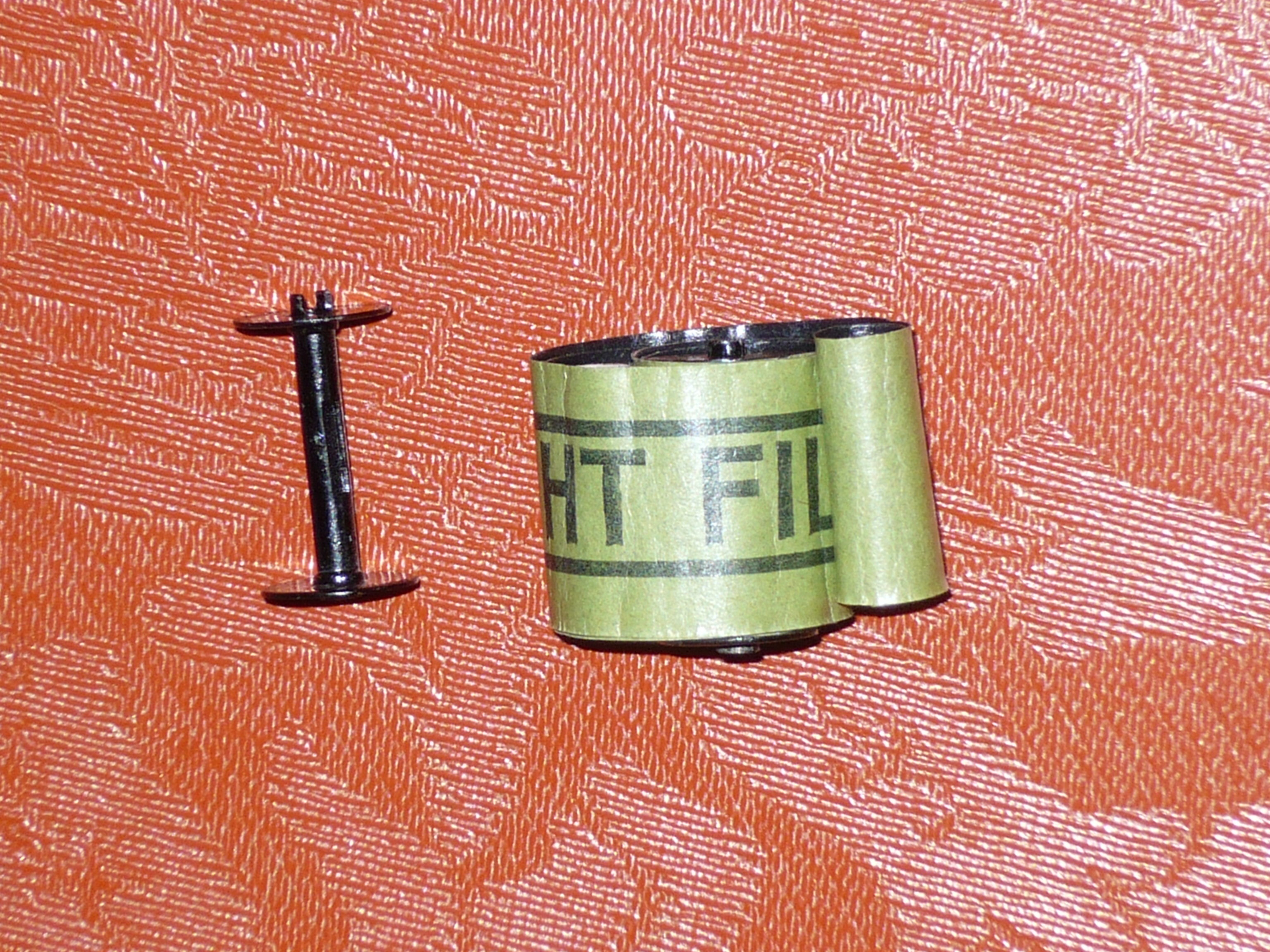
17.5  毫米胶卷 HIT camera roll film
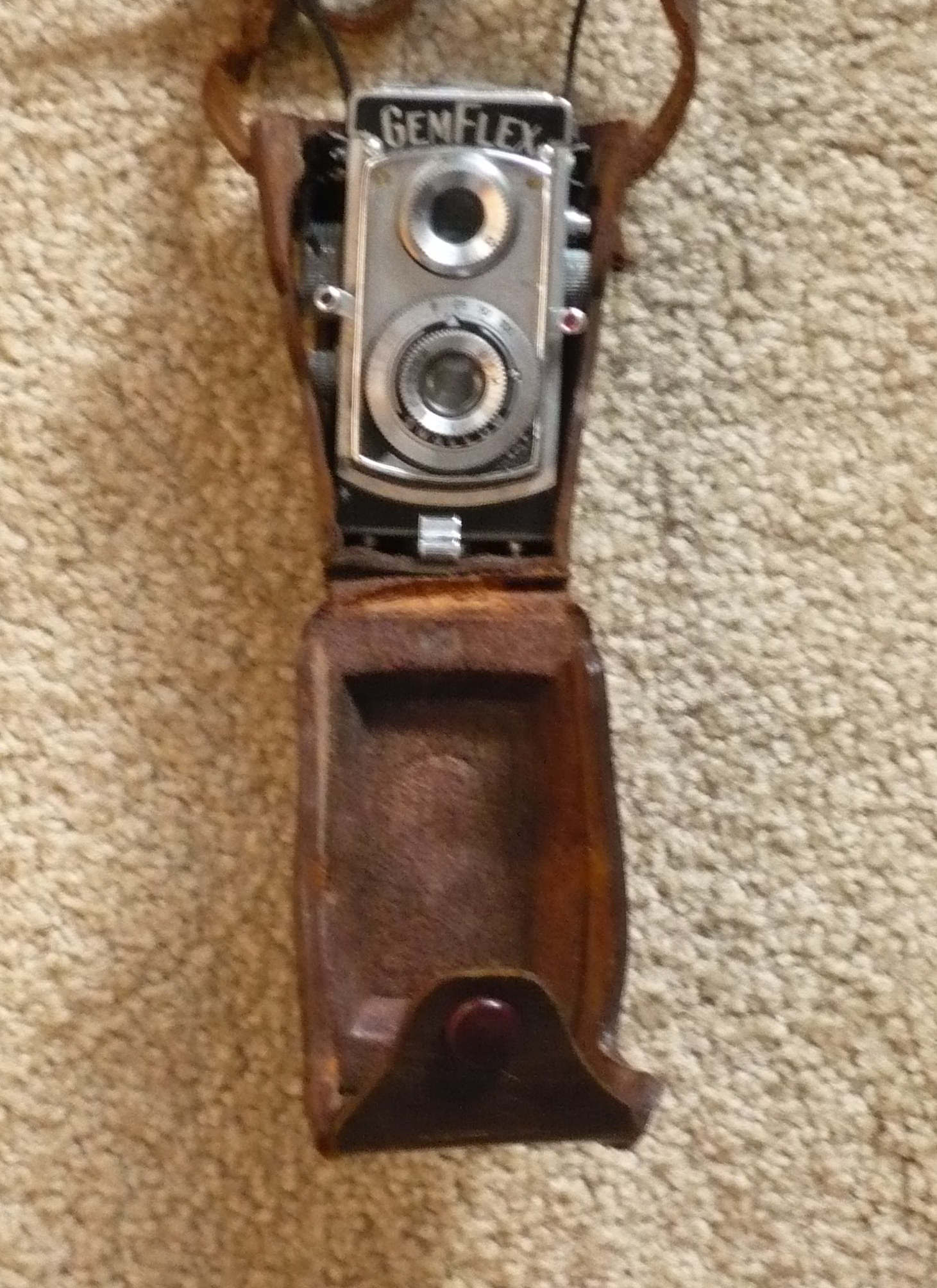
Gemflex 皮套
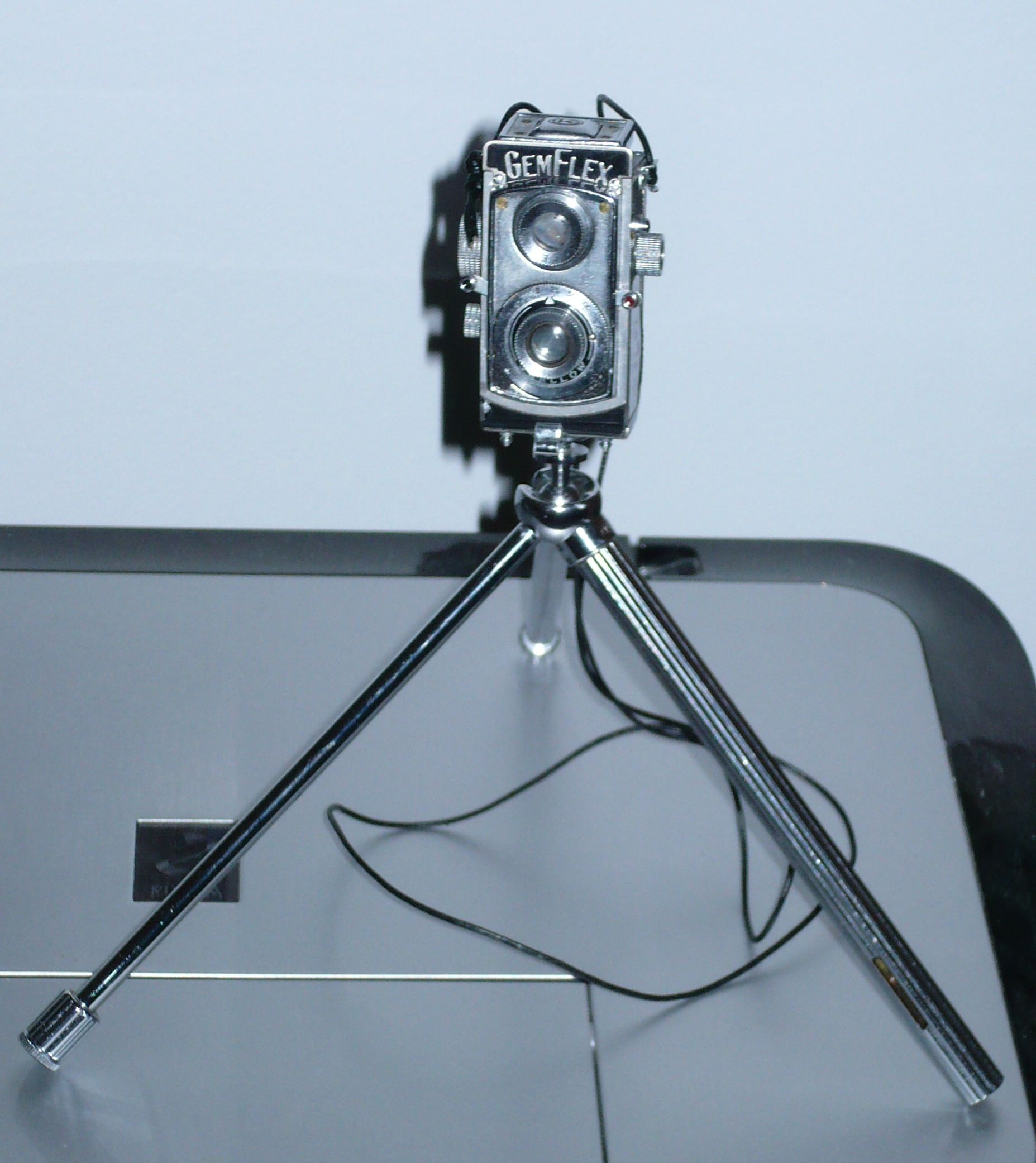
宝石双反相机在三脚架上